# Colina Husband
Colina Husband é uma das colinas que pertencem as Colinas Columbia que estão no interior da Cratera de Gusev, em Marte.
Recebeu este nome em honra ao astronauta e comandante da missão STS-107 Columbia, Rick Husband, que se desintegrou na atmosfera terrestre, quando a nave estava em procedimento de reentrada, em 1 de fevereiro de 2003.

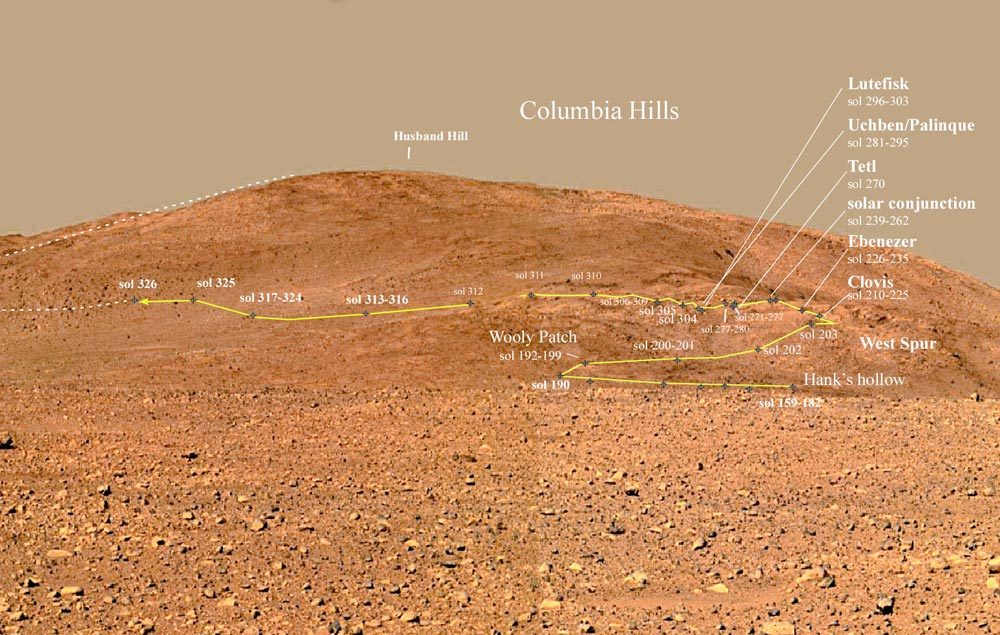
Em amarelo a trajetória do Spirit sobre a Colina Husband

Cinco meses após o pouso do veículo explorador geológico Spirit na Cratera de Gusev, este chegou aos pés das Colinas Columbia. Elas estavam situadas a cerca de três quilômetros do ponto de pouso da sonda e logo aos seus pés, o veículo se deparou com uma rocha denominada de Pote de Ouro (Pot of Gold).
Cientistas acreditam que o estranho aspecto desta rocha tenha sida moldada pela ação da água. Quando escalava a Colina Husband, o veículo se deparou com a rocha denominada  Clovis, rocha esta em que o Spirit conseguiu fazer o furo mais profundo. Com uma profundidade de 4,5 cm, este furo indicou que a rocha sofreu a uma ação química externa, atribuída a água, que a deixou enfraquecida.
Em  2005, o Spirit, como parte de sua função de exploração na área próxima ao pouso, lentamente subiu toda a Colina Husband, tendo alcançado o seu topo em 22 de agosto de 2005, isso a 20 meses após o seu pouso em Marte. Iniciou a sua descida em 25 de setembro de 2005.
O ponto mais elevado da colina está situado a cerca de 82 metros acima de do planalto onde se ergue a colina. E este pico está a 106 metros acima do local de pouso do Spirit.
"Esta subida foi motivada pela Ciência", afirmou Steve Squyres da Universidade Cornell, em Ithaca, Nova York. Squyres é o principal coordenador dos instrumentos científicos dos veículos geológicos. "Cada vez que o Spirit ganha altitude, nós encontramos diferentes tipos de rochas. Também, nós estamos fazendo o que qualquer geólogo no campo faria, subir para ter uma boa visão, para escolher a rota a seguir."